# بريت داير
بريت داير هو ممثل كندي، ولد في 14 فبراير 1990 في كندا.

## أعمال

### مسلسلات
- الكاذبات الصغيرات الجميلات
- جين العذراء

## وصلات خارجية
- بريت داير على موقع IMDb (الإنجليزية)
- بريت داير على موقع ميتاكريتيك (الإنجليزية)
- بريت داير على موقع روتن توميتوز (الإنجليزية)
- بريت داير على موقع ألو سيني (الفرنسية)
- بريت داير على موقع أول موفي (الإنجليزية)
- بريت داير على موقع قاعدة بيانات الفيلم (الإنجليزية)
- بريت داير على موقع كينوبويسك (الروسية)